# Ludwigsstraße (Mainz)

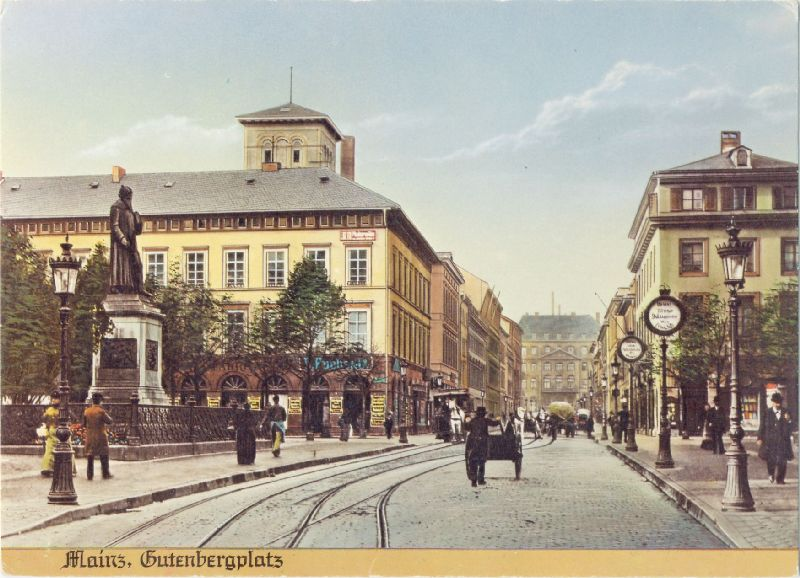
Blick vom Gutenbergplatz durch die Ludwigsstraße zum Schillerplatz (um 1900)

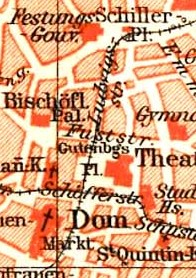
Stadtplan Ausschnitt aus dem Ende des 19. Jahrhunderts. Oben ist ungefähr Südwesten.

Die Ludwigsstraße (oder kurz Lu genannt) in Mainz ist neben der Kaiserstraße und der Großen Bleiche eine der drei zum Rhein führenden Hauptachsen der Stadt. Angelegt unter Napoleon Bonaparte als Stadtmagistrale und nach dem Zweiten Weltkrieg in aufgelockerten Kammbebauung wiederaufgebaut, dient sie heute als weitgehend verkehrsberuhigte Einkaufsstraße. Durch die Fernsehübertragung des Mainzer Rosenmontagszuges ist sie über die Stadtgrenzen hinaus bekannt.

## Straßenverlauf

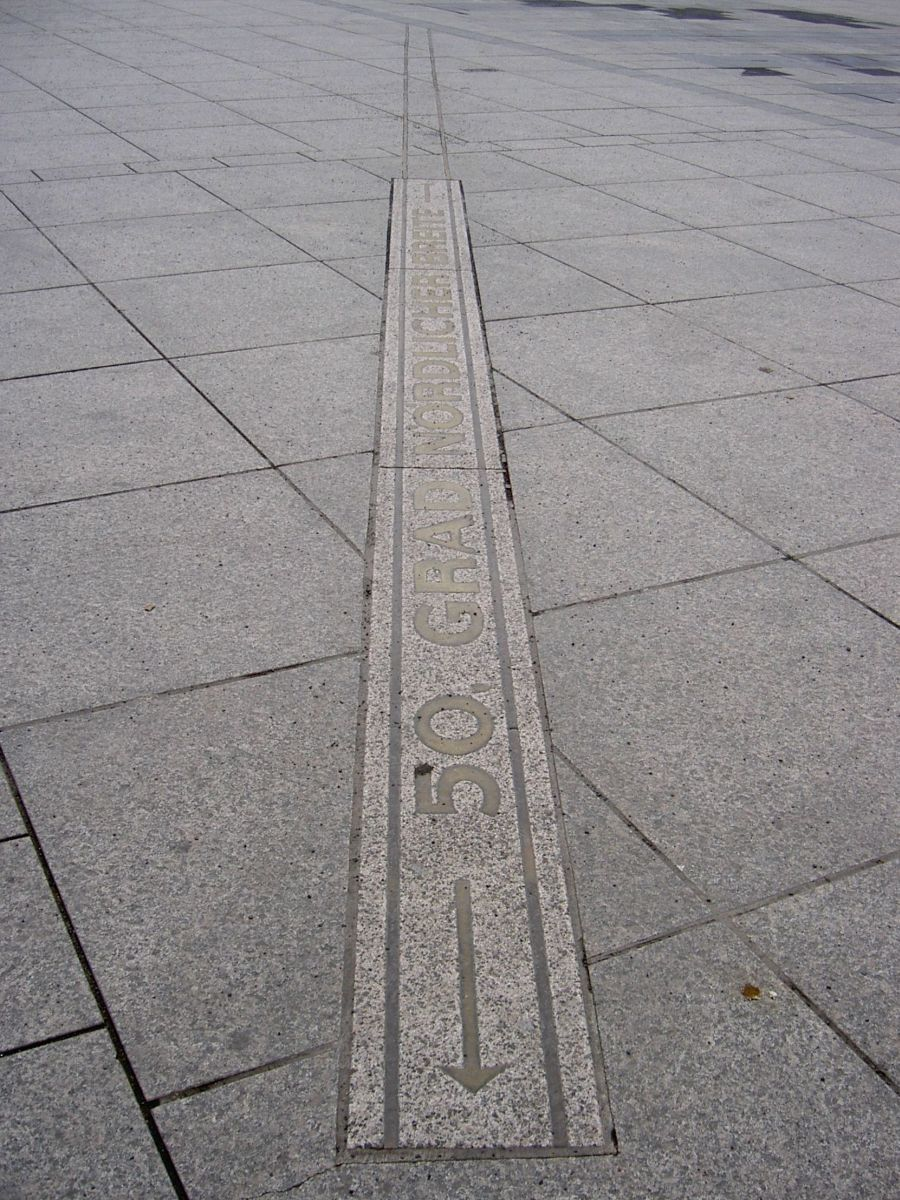
Der 50. Breitengrad durchschneidet die Ludwigsstraße

Die Ludwigsstraße beginnt am Schillerplatz (damals Thiermarkt bzw. place verte) in der Nähe des Fastnachtsbrunnens und wird nach etwa 250 Metern Teil des heutigen Gutenbergplatzes. Dort befindet sich das Gutenberg-Denkmal von 1837 und auf der gegenüberliegenden Seite das Staatstheater Mainz. Dazwischen ist der „50. Grad nördlicher Breite“ in die Straßenoberfläche eingelassen – was allerdings eine leichte Verschiebung gegenüber dem geographischen Breitengrad ist; dieser verläuft nördlich des Staatstheaters und schneidet die Ludwigsstraße nicht.

## Geschichte

### 19. Jahrhundert
Die Ludwigsstraße wurde durch ein Dekret Kaiser Napoleons I. vom 1. Oktober 1804 als Grande Rue Napoléon geplant. Sie sollte die bisher verwinkelte Innenstadt nach den Zerstörungen durch die Belagerung von Mainz (1793) städtebaulich erstmals grundlegend erneuern. 1806 legte Napoleons Départementbaudirektor Eustache de Saint-Far die Planung vor, die eine großzügige Hauptachse als „Rückgrat“ des historischen Zentrums mit dem Gutenbergplatz als Mittelpunkt vorsah. Die Bauarbeiten begannen 1810, gerieten jedoch bald ins Stocken, da die Franzosen nach ihren militärischen Niederlagen in den Befreiungskriegen 1814 die Stadt verlassen mussten und Mainz zur hessischen Provinzstadt herabsank. Der Straßenbau wurde in kleineren Dimensionen fortgesetzt. 1817 wurde sie als Neue Straße eröffnet und erst im Jahre 1864 völlig ausgebaut. Der hessische Großherzog Ludwig I. gab ihr den heutigen Namen.
In der Zeit, als Mainz Bundesfestung war, diente die Ludwigsstraße auch als Grenze zwischen den beiden Besatzungen, um Streitereien zu vermeiden. Die österreichischen Soldaten durften nur Kneipen in der nördlichen Stadthälfte besuchen, die Preußen nur in der südlichen Stadt.

### Nach dem Zweiten Weltkrieg
Große Teile der historischen Altstadt, vor allem nördlich der Ludwigsstraße, wurden im Zweiten Weltkrieg beschädigt und daher später abgerissen und im typisch sachlichen Stil der 1950er Jahre überbaut.
Als Oberbaurat entwickelte Richard Jörg aus dem Mainzer Hochbauamt mit Adolf Bayer zusammen Konzepte zur Erhaltung mehrerer freier Blickachsen auf den Mainzer Dom, die unter anderem von einer niedrig gehaltenen, stark aufgelockerten Kammbebauung der Südseite der Ludwigsstraße ausgingen. Dieses Konzept wurde erst ab 1961 umgesetzt und die Ludwigsstraße auf die Tiefe der südlichen Platzwand des Gutenbergplatzes erheblich verbreitert. Einheitliche zweigeschossige Pavillons wurden vor hohen Rückgebäuden gebaut. Die Feststellung des Denkmalwertes aus wissenschaftlichen, architekturgeschichtlichen und städtebaulichen Gründen blieb diesem Ensemble bisher versagt. Dies betrifft die kubische Grundform als integraler Bestandteil der übergeordneten städtebaulichen Figur der Kammbebauung sowie der originalen Substanz und Proportion der kubischen Grundform der Baukörper.

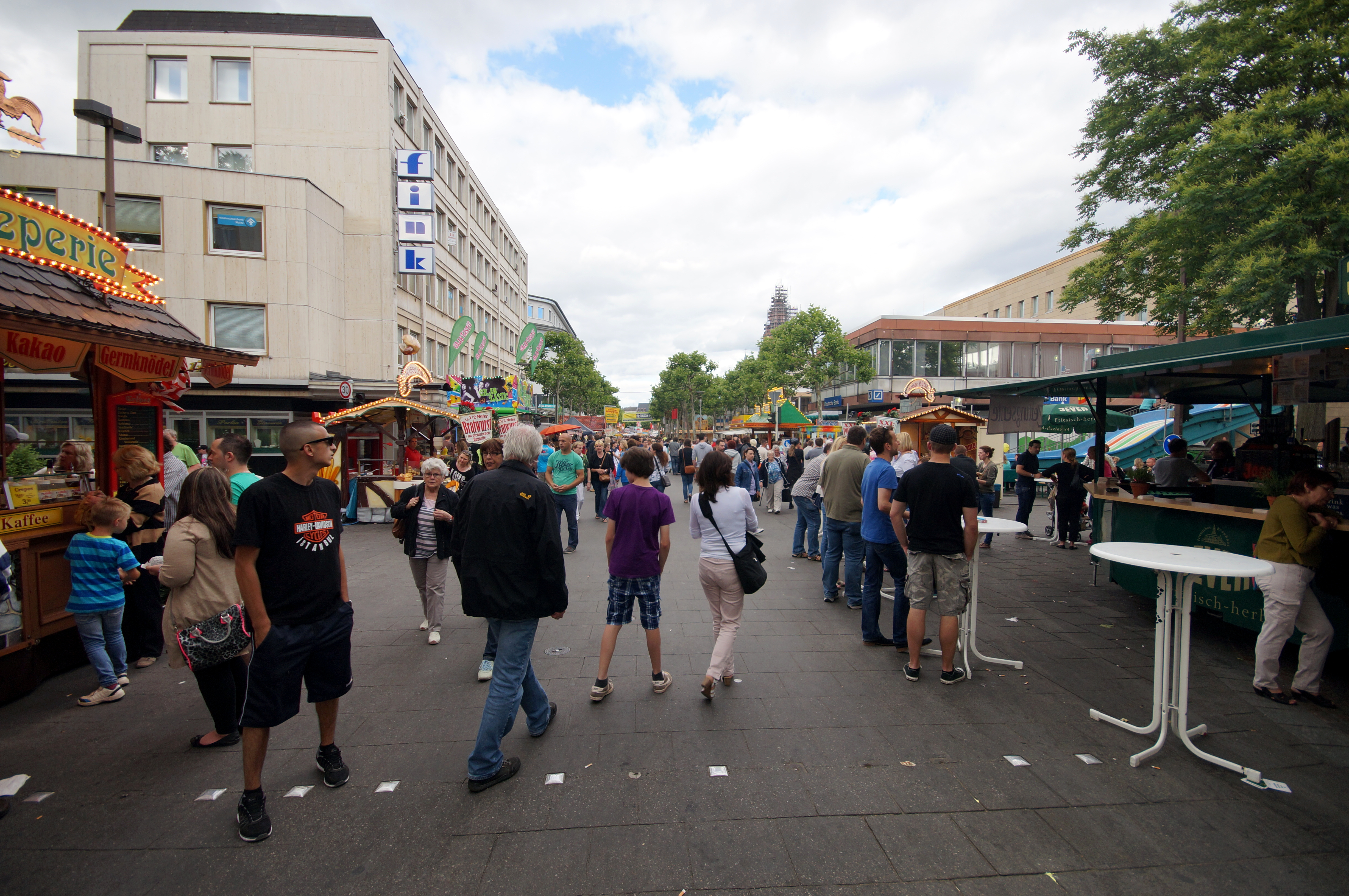
Blick in die Fußgängerzone Ludwigsstraße Richtung Gutenbergplatz während der Johannisnacht (2013)

Schrittweise wurde die Ludwigsstraße in den 1970er Jahren und erneut in den 1990er Jahren in eine Fußgängerzone umgewandelt, in der seitdem – mit Ausnahme einer kreuzenden Straße – nur noch Linienbusse, Taxis, Fahrräder und Lieferverkehr fahren dürfen. Dabei kam es zu Schwierigkeiten: Zunächst wählte man einen Belag, der den Belastungen des Linienverkehrs (fast alle Mainzer Buslinien verkehren hier) nicht gewachsen war. Später entschied man sich für einen erneuten Umbau, dessen Belastbarkeit durch den Verkehr zwar besser, aber nicht vollkommen ausreichend war. Zudem war dieser Belag extrem anfällig für ausgespuckte Kaugummis, die sich de facto nicht mehr entfernen lassen. Den Fahrtbereich der Busse, in dem es nach der ursprünglichen Umgestaltung immer wieder zu kritischen Begegnungen zwischen unachtsamen Fußgängern und Bussen gekommen war, hat man inzwischen optisch abgesetzt.

### Geplantes Einkaufszentrum
Im Juli 2011 wurde das Karstadt-Gebäude an der Ludwigsstraße an den Hamburger Projektentwickler ECE verkauft, der über ein größeres Areal ein Einkaufszentrum mit 30.000 Quadratmetern Verkaufsfläche plante, auf der neben Karstadt 90 weitere Läden Platz finden sollten. Während die Lokalpolitiker das Vorhaben überwiegend begrüßten, reagierten Teilen der Mainzer Bevölkerung mit Skepsis, die in einer weit angelegten Bürgerbeteiligung zum Ausdruck kam, den sieben Ludwigsforen (LuFo). Der Stadtvorstand beschloss im April 2012 Leitlinien und Empfehlungen für die weitere Vorgehensweise, die in einigen Punkten von den Vorstellungen von ECE abwichen. So sehen die vom Stadtrat beschlossenen Leitlinien vor, dass die Zugänge zu den Geschäften im Erdgeschoss nicht nur über eine private, interne Passage erfolgen, sondern über öffentliche Flächen, und dass wegfallende öffentliche Flächen (wie bspw. der Zwischenraum zwischen den Pavillons) an anderer Stelle im Quartier mit gleichwertiger öffentlicher Nutzung zu ersetzen seien. Nach eingehender Beratung beschloss der Stadtrat im Oktober 2012 eine überarbeitete Version der Leitlinien und beauftragte die Verwaltung, mit ECE zu einer Übereinkunft zu gelangen. Das Ergebnis dieser Verhandlungen nahm der Stadtrat im Dezember 2013 mit 60 zu sieben Stimmen an, was jedoch in der Bürgerinitiative Ludwigsstraße für Verärgerung sorgte, da sie die Stadtratsleitlinien nicht eingehalten sah. Offenbar weil es ECE nicht gelang, die für das große Konzept notwendigen Flächen anzukaufen, wurde es im Mai 2015 aufgegeben; stattdessen soll nur noch das bisherige Warenhaus modernisiert werden und die Verkaufsfläche statt 26.000 Quadratmetern nur noch 16.000 betragen. Viele Einzelhändler der Mainzer Innenstadt begrüßten die Entscheidung.
Zwischen 2015 und 2017 erwarben das Ingelheimer Bau- und Immobilienunternehmen J. Molitor und die Sparkasse Rhein-Nahe den Karstadt-Komplex sowie mehrere angrenzende Gebäude, insgesamt eine Grundstücksfläche von rund 9500 Quadratmetern. Anfang 2019 machten sie Pläne zu einer umfassenden Neuentwicklung der Fläche bekannt. Unter dem Projektnamen Lu sind verkleinerter Einzelhandel, ein Hotel, kulturelle Nutzungen und Wohnungen vorgesehen. An letzteren ist auf einem kleineren Teilgrundstück auch das Bistum Mainz beteiligt. Nach mehreren Planänderungen war im Jahr 2022 vorgesehen, das Karstadtgebäude, dessen Parkhaus und ein Gebäude in der Fuststraße abzureißen. Der übrige Komplex soll im Bestand umgebaut werden oder war es zu diesem Zeitpunkt bereits. Als einer der Mieter ist das Staatstheater Mainz vorgesehen.

## Fastnacht

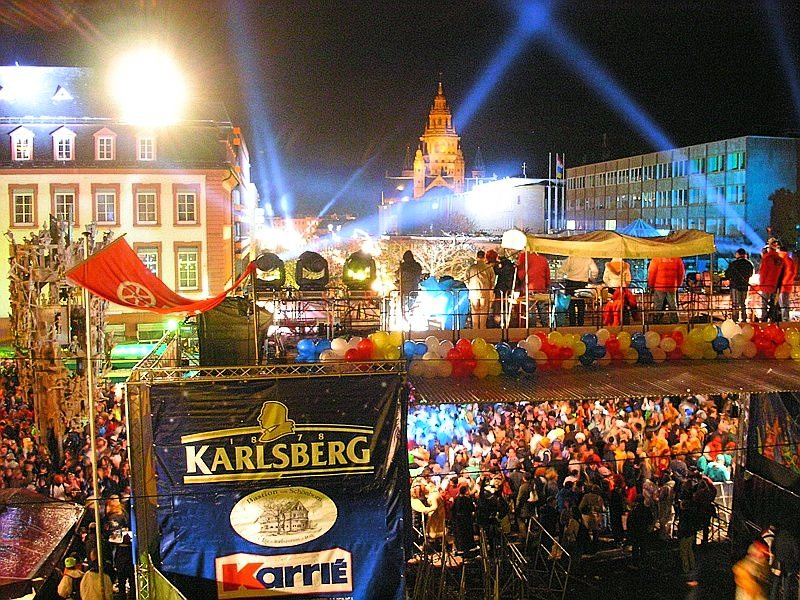
Blick durch die Ludwigsstraße zum Mainzer Dom am Abend des Rosenmontags (2004)

Bereits am 1. Januar findet der traditionelle Neujahrsumzug durch die Ludwigsstraße statt und lässt die heiße Phase der Mainzer Fastnacht beginnen. Am Fastnachtssamstag finden der Jugendmaskenzug und die „Vereidigung“ der Karnevalistischen „Rekruten“ auf Weck, Worscht un Woi statt. Am Fastnachtssonntag ist der traditionelle „Tanz auf der Lu“ – an diesem Tag werden auch die Motivwagen des Mainzer Rosenmontagszuges vorgestellt. Er verläuft am Rosenmontag zweimal durch die Ludwigsstraße, zuerst in der einen Hälfte Richtung Dom und später in die entgegengesetzte Richtung Schillerplatz. Die Ludwigsstraße ist auch Standort für die Übertragungskameras des SWR Fernsehen und des ZDF beim Rosenmontagsumzug.

## Belege
1. ↑  Rainer Metzendorf: Die Ludwigsstraße im Wandel der Zeiten. Von der „Grande Rue Napoléon“ zur „Lu“. In: Mainz. Vierteljahreshefte für Kultur, Politik, Wirtschaft, Geschichte. Bd. 31, 2011, Nr. 3, S. 36–45.
2. ↑  Das Bollwerk Deutschlands (1814–1866). In: Festung-Mainz.de; Dirk Fey: Die Mainzer Bürgermiliz – Bürgersoldaten in der Festung Mainz 1648–1848. In: Festung-Mainz.de, 2. Mai 2005.
3. ↑  Richard Jörg, Adolf Bayer: Stadtplanung und Aufbau von Mainz. In: Otto Ernst Schweizer und seine Schule. Die Schüler zum sechzigsten Geburtstag ihres Meisters. Ravensburg 1950. S. 22; Andrew MacNeille: Zwischen Tradition und Innovation – Historische Plätze in der Bundesrepublik Deutschland nach 1945. Dissertation, Universität Köln, 2004, S. 232 f. (PDF).
4. ↑  Ewald Wegner (Bearb.): Denkmaltopographie Bundesrepublik Deutschland. Kulturdenkmäler in Rheinland-Pfalz. Band 2.2: Stadt Mainz. Altstadt. Schwann, Düsseldorf 1988, ISBN 3-491-31036-9, S. 202.
5. ↑  ECE kauft Karstadt-Haus in Mainz. In: b4bRhein-Main.de, 11. Juli 2011.
6. ↑  Strategie Entwicklung Karstadt- Standort. Projektablaufdiagramm. PDF. In: Mainz.de, Stand Oktober 2011.
7. ↑  LuFo: Synopse – Leitlinien und Empfehlungen. In: Mainz.de, Stand April 2012.
8. ↑  Michael Erfurth: ECE-Einkaufsquartier in Mainz: Bürgerinitiative Ludwigsstraße denkt an Bürgerentscheid. (Memento vom 7. November 2017 im Internet Archive) In: Allgemeine Zeitung, 16. Dezember 2013.
9. ↑  Markus Schug: „Noch klotzigerer Klotz“. Monopoly um Einkaufszentrum in nächster Runde. In: Frankfurter Allgemeine Zeitung, 21. Mai 2015.
10. ↑  ECE in Mainz wird kleiner. Freude bei den Einzelhändlern. In: SWR.de, 11. Mai 2015.
11. ↑  Volker Thies: Hotel, Hub und Höfe sollen Leben an die Mainzer Lu bringen, immobilien-zeitung.de, 29. März 2019
12. ↑  Volker Thies: Neue Mainzer Lu nimmt Gestalt an, immobilien-zeitung.de, 25. August 2022

Koordinaten: 49° 59′ 54,46″ N, 8° 16′ 11,46″ O